# David Burliuk
David Burliuk   (Semyrotivschyna, 21 de juliol de 1882 - Southampton, 15 de gener de 1967), nom complet amb patronímic David Davídovitx Burliuk, en rus i ucraïnès Дави́д Дави́дович Бурлю́к, fou un il·lustrador, publicista i poeta rus i ucraïnès nacionalitzat estatunidenc, associat amb el futurisme rus. Burliuk és descrit sovint com "el pare del futurisme rus". Era germà dels artistes Vladímir i Nikolai Burliuk, que al seu torn també eren membres del moviment dels futuristes.

## Biografia

### Primers anys
David Burliuk va néixer el 1882 en una família descendent en part de cosacs ucraïnesos que ocupaven llocs de responsabilitat a l'Hetmanat. La seva mare, Liudmila Mikhnèvitx, era ètnicament descendent de belarussos. A causa del seu nom de pila, "David", Burliuk era freqüentment confós com a jueu.

### Educació i carrera

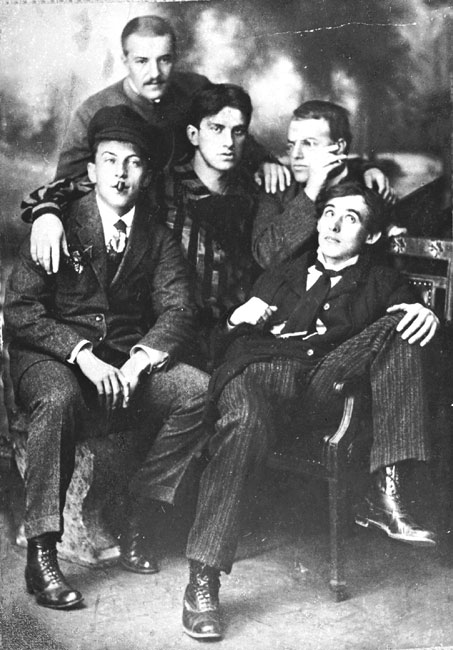
Burliuk (segon per la dreta)

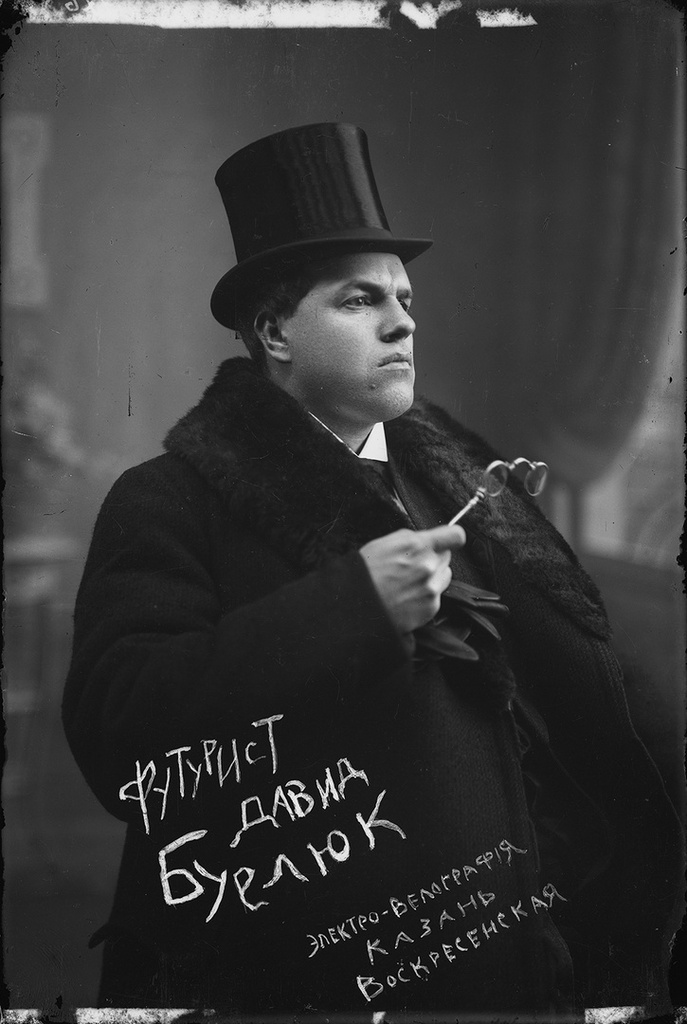
Burliuk a la dècada del 1910

De 1898 a 1904 va estudiar a les escoles d'art de Kazan i Odessa, així com a la Reial Acadèmia de Belles Arts de Wilhelm von Diez. El seu caràcter extravertit va ser reconegut per Anton Ažbe, el seu professor a l'Acadèmia de Múnic, que qualificà Burliuk com un "meravellós cavall de l'estepa salvatge." També va estudiar a París, a l'Escola de Belles Arts de Cormon.
En tornar a Rússia, entre 1907 i 1908 Burliuk va convergir amb artistes d'esquerra i va participar en exposicions d'art. En 1911-1914 va treballar juntament amb Vladimir Maiakovski a l'Escola de pintura, escultura i arquitectura de Moscou. Participà en les publicacions futuristes "Jutges de Sadoc", "Bufetada a gust del públic" i altres.
A la Primera Guerra Mundial Burliuk no era susceptible de ser cridat a files, perquè li faltava l'ull esquerre. Va viure a Moscou, va publicar poesia, va treballar a diversos diaris i es dedicà també a la pintura.
A la primavera de 1915 Burliuk es trobava a la província d'Ufà (estació d'Iglino, ferrocarril Samara-Zlatoust), on hi havia una finca de la seva esposa. La mare de David Burliuk, Liudmila Ióssifovna Mihnévitx, vivia en aquell moment a Buzdiak - a 80 km d'Ufa. Durant els dos anys que va estar-se allà, abans de la seva partida, se les va arreglar per crear uns dos-cents quadres. 37 dels quals són una brillant part essencial de la col·lecció d'art rus de principis del segle XX presentada al Museu d'Art de Baixkíria Mikhaïl Nésterov. Aquesta col·lecció d'obres museístiques de David Burliuk és una de les més completes i de més alta qualitat que es pot trobar de les seves pintures a Rússia. Burliuk venia sovint a Ufà, visitava el cercle artístic de la ciutat i es reunia amb els joves artistes de Baixkíria. Allí es va fer amic de l'artista Aleksander Tiulkina, amb el qual esbossava sovint.
El 1918 Burliuk va escapar de la mort durant les matances i execucions d'anarquistes a Moscou i després es va traslladar a Ufà. En 1918-1920 va realitzar una gira amb Vassili Kamenski i Vladímir Maiakovski, als Urals, Sibèria i l'Extrem Orient. Al juny de 1919 va arribar a Vladivostok, la família es va instal·lar a una zona suburbial sobre el vessant nord-est del turó Busse (carrer Xilkinskaia).
En 1920 va emigrar al Japó, on va viure durant dos anys estudiant la cultura d'Orient, i es va dedicar a la pintura. Aquí va dibuixar unes 300 pintures de motius japonesos; els diners aconseguits per la seva venda foren suficients per marxar als Estats Units, país on s'establiria el 1922.
A Nova York Burliuk va desenvolupar activitat amb grups d'orientació pro-soviètics i va escriure un poema pel 10è aniversari de la Revolució d'Octubre amb el qual buscava, en particular, obtenir el reconeixement com a "pare del futurisme rus." Va ser col·laborador habitual del diari "La veu de Rússia". Les seves col·leccions, fullets i revistes Burliuk les publicà juntament amb la seva esposa Maria Nikíforovna i amics repartits per aquestes publicacions, principalment dins de la Unió Soviètica. Des del 1930, i durant diverses dècades, Burliuk va publicar la revista «Color and Rhyme» («Color i rima"), amb les seves obres pictòriques, poemes, opinions, reproduccions d'obres futuristes etc. Les obres de Burliuk participaren en exposicions de finals del 1920 - principis del 1930, dins d'un grup d'artistes soviètics anomenat "13".

### Darrers anys
El 1940, Burliuk va fer una petició al govern soviètic per poder visitar la seva terra natal. A canvi, va oferir una col·lecció considerable de material d'arxiu pertanyent al seu amic i contemporani Vladímir Maiakovski, que Burliuk va oferir donar al Museu Maiakovski, a més de més de 100 pintures originals. La sol·licitud de Burliuk fou denegada. Només se li va permetre visitar la Unió Soviètica el 1956 i 1965.
El 1945 es va organitzar una exposició a l'Irving Place Theater a Nova York
El 1962 ell i la seva dona van viatjar a Austràlia, on va ocupar una exposició a les galeries Moreton de Brisbane. Va ser la seva única exposició A Austràlia. Durant la seva estada allà, David Burliuk va pintar alguns esbossos i treballà amb vistes australianes.
David Burliuk va viure a Hampton Bays, Long Island, durant aproximadament 20 anys, fins que va morir a Long Island, Nova York. La seva casa i estudi encara romanen. El seu cos va ser incinerat seguint la seva voluntat i les cendres foren escampades pels seus familiars sobre les aigües de l'Atlàntic a bord d'un ferri.

## Creativitat

### Obres pictòriques

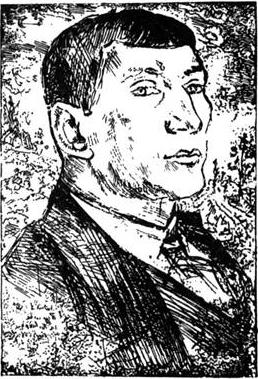
David Burliuk, Benedict Livxits (1911)
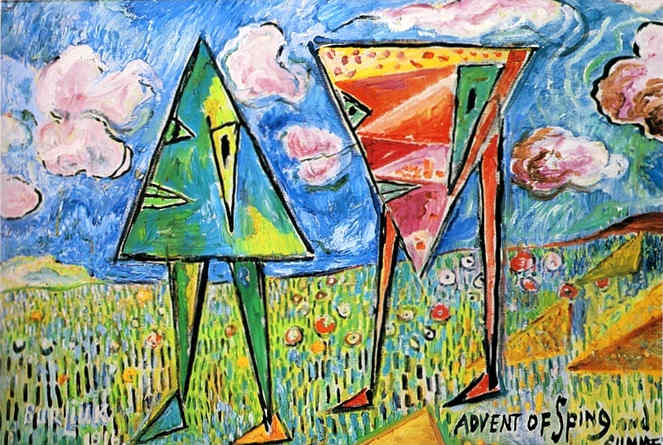
David Burliuk, Primavera (1914)
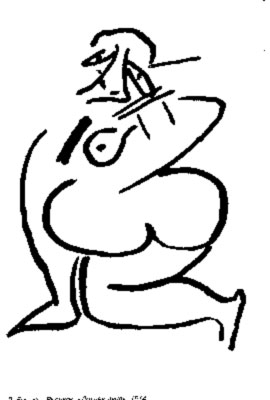
David Burliuk, Dokhlaia Luna (1914)
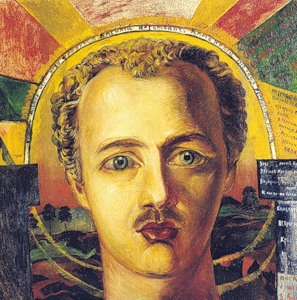
David Burliuk, Retrat de Vassili Kamenski (1917)

### Obres literàries
- «Лысеющий хвост», 1919 - La cua que es va quedant calba (col·lecció) Rússia, Kurgan
- Маруся-сан. 1925 - (Marússia-san), Nova York
- Восхождение на Фудзи-сан. 1926 - (Ascensió a  Fuji-san], Nova York
- Морская повесть. 1927 - (Novel·la de la mar), Nova York
- По тихому океану. Из жизни современной Японии. 1927 - (Al Pacífic. De la vida del Japó actual), Nova York
- Ошима. Японский декамерон. 1927 - (Oshima o Decameron japonès), Nova York
- Десятый октябрь. 1928 - (El desè octubre), Nova York
- Толстой. Горький. 1929 - (Tolstoi, Gorki.) Nova York
- Энтелехизм. 20 лет футуризма. 1930 - (Entelequisme. 20 anys de futurisme), Nova York
- 1/2 века. 1932 - (1/2 del segle), Nova York